# Wegekreuz Kommerweg

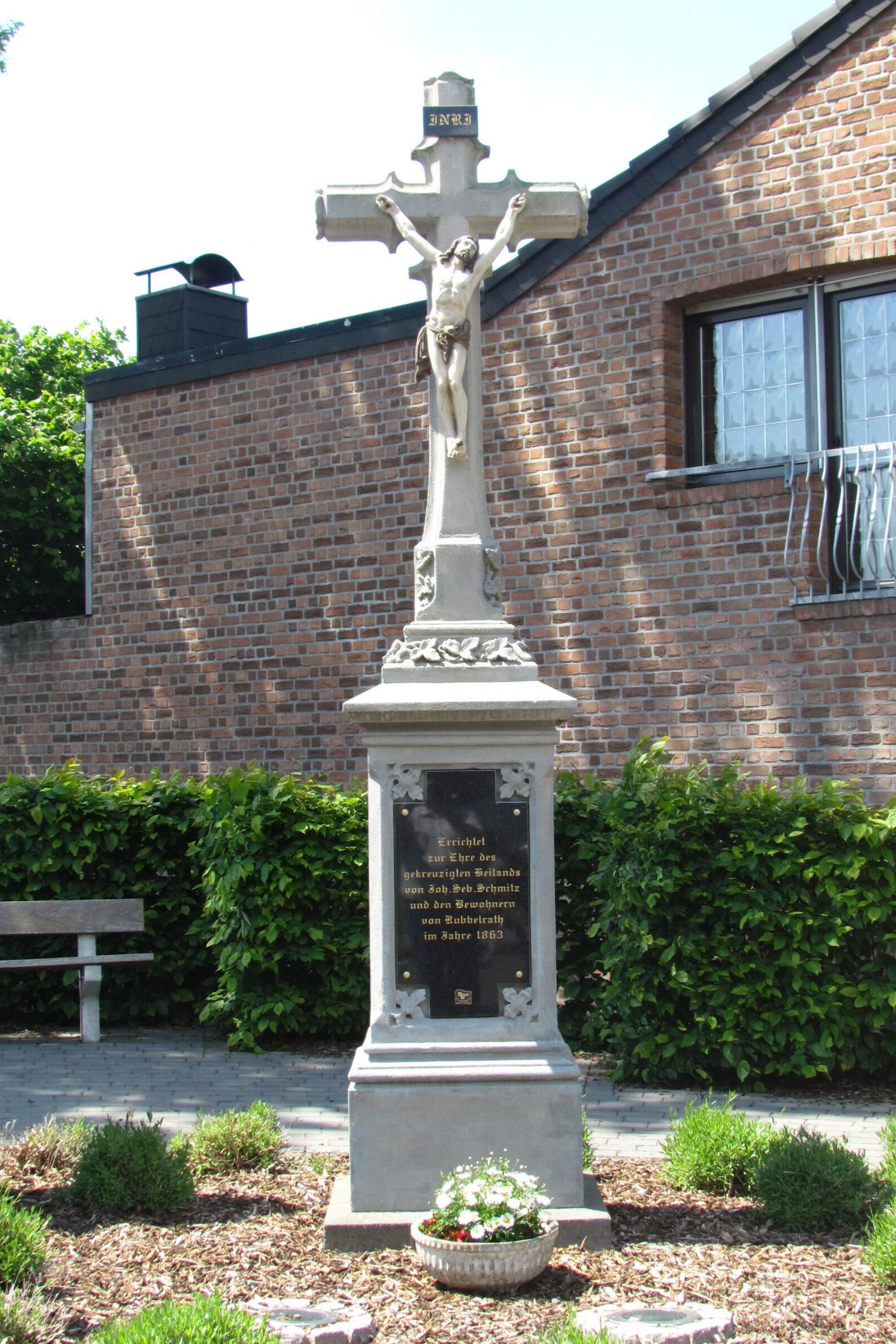
Wegekreuz

Der Wegekreuz Kommerweg steht im Stadtteil Liedberg in Korschenbroich  im Rhein-Kreis Neuss in Nordrhein-Westfalen am Kellereiweg.
Das Flurkreuz wurde 1863 erbaut und unter Nr. 078 am 17. September 1985 in die Liste der Baudenkmäler in Korschenbroich eingetragen.

## Architektur
Das Wegekreuz mit neugotischen Schmuckformen besteht aus verputztem Sandstein und steht auf einem hohen Sockel mit Inschrift.